# Bradysaurus seeleyi
A Bradysaurus seeleyi a hüllők (Reptilia) osztályának a Procolophonomorpha rendjébe, ezen belül a Pareiasauridae családjába és a Bradysaurinae alcsaládjába tartozó faj.

## Tudnivalók
A Bradysaurus seeleyi egy kevésbé ismert faj. 1969-ben, Boonstra szerint az állat egy Bradysaurus, de 1997-ben Lee inkább a pareiasauridok testvércsoportjaként helyezte volna a B. seeleyit. A maradvány tanulmányozása arra utal, hogy a B. seeleyi rokonságban áll a Nochelesaurusszal és az Embrithosaurusszal. Eltérően a Bradysaurus bainitől, amelynek több maradványát találták meg és méretre egyenlőek, a B. seeleyinek nehezebb és nagyobb pofacsontja volt. Mindkét állkapcsában 19-20 darab egymásba illő fog ült.

## Lelőhely
A Bradysaurus seeleyi maradványt, a Tapinocephalus rétegben, az Alsó Beaufort kőzetben találták meg. Ez a dél-afrikai Karoo-medencében van.

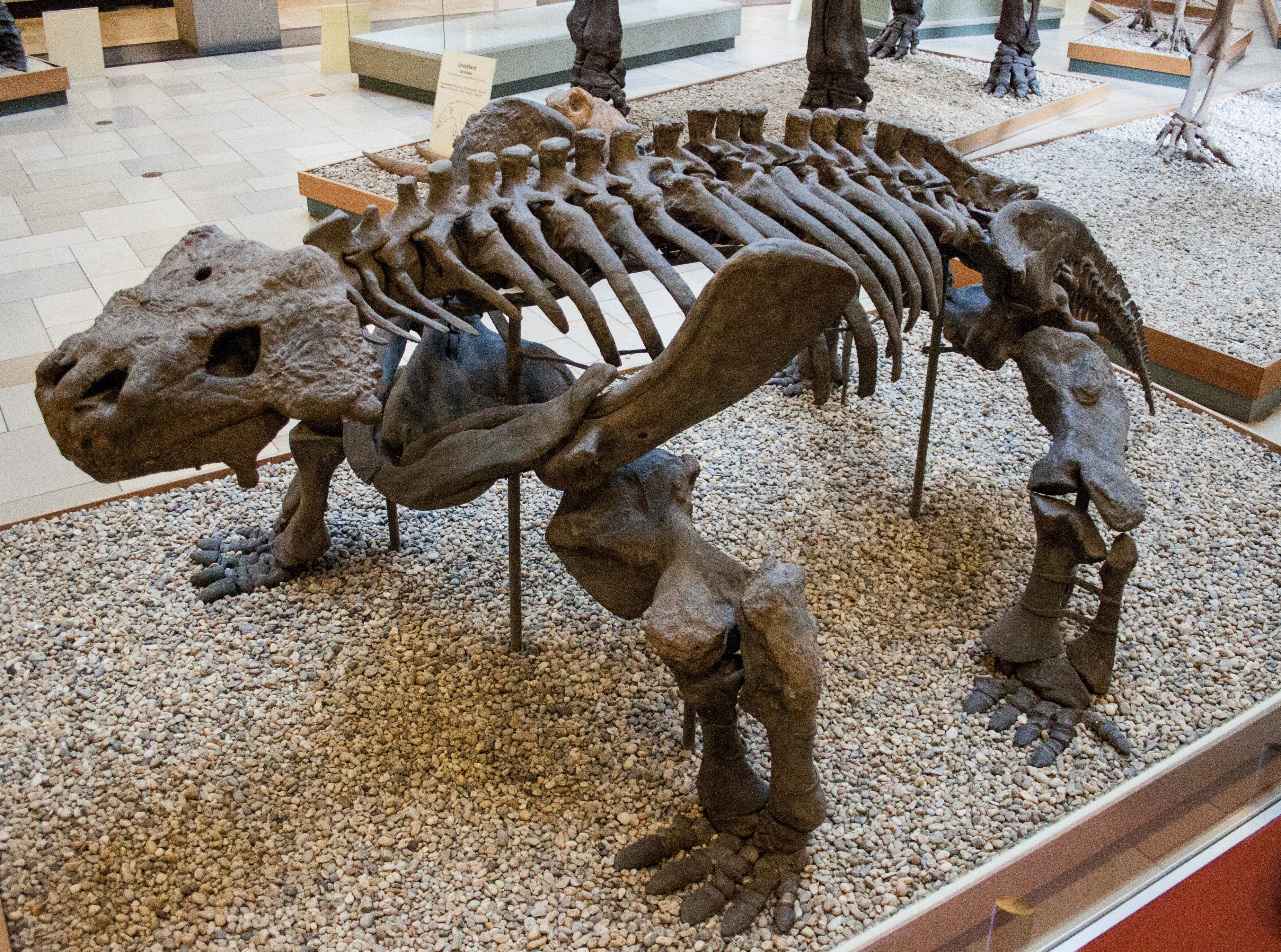
Bradysaurus seeleyi a Müncheni Palaeontológiai Múzeumban